# Viking Air
Viking Air Ltd. è un costruttore di velivoli, di parti di aeromobili e sistemi con sede a North Saanich, Columbia Britannica, Canada. L'azienda produce nuove versioni del DHC-6 Twin Otter, versioni aggiornate del DHC-2 Beaver, ricambi per i velivoli fuori produzione della de Havilland Canada, e componenti per la Bell Helicopter Textron. Il suo presidente e CEO dal maggio 2005 è David Curtis. La compagnia è proprietà della Longview Aviation Capital.
L'azienda ha rilevato la produzione dell'aereo antincendio e da pattugliamento marittimo Canadair CL-415 dalla Bombardier, ridenominandolo Viking Air 415.